# Хајим Топол
Хајим Топол (хебр. חיים טופול; Тел Авив, 9. септембар 1935 — Тел Авив, 8. март 2023), познат као Топол (енгл. Topol), био је израелски и амерички глумац, сценариста и продуцент, двоструки добитник награда „Златни глобус”, номинован за награде „Оскар” и „Тони”. Један од оснивача позоришта у Хаифи. Први и једини израелски глумац икада номинован за Оскара за најбољу мушку улогу у филму Виолиниста на крову.
Топол се појавио у више од 30 филмова у Израелу и Сједињеним Државама, укључујући Галилео (1975), Флеш Гордон (1980) и Само за твоје очи (1981).